# Draco norvillii
Draco norvillii är en ödleart som beskrevs av  Alcock 1895. Draco norvillii ingår i släktet flygdrakar, och familjen agamer. Inga underarter finns listade i Catalogue of Life.